# Gregor Fisken
Gregor Fisken, né le 28 septembre 1964, est un pilote automobile britannique. Il compte notamment quatre participations consécutives aux 24 Heures du Mans entre 2004 et 2007. Par la suite, il se spécialise dans le pilotage de voitures de course historiques.

## Carrière
En 2004, il participe pour la première fois aux 24 Heures du Mans. Au volant de la Porsche 911 GT3 RSR (996) de The Racer's Group, il termine la course à la dix-huitième place du classement général.
En 2007, à bord de l'Aston Martin DBR9 de Larbre Compétition AMR, il se classe vingt-neuvième du général pour sa dernière participation aux 24 Heures du Mans,. En parallèle, avec la même équipe, il dispute la saison des Le Mans Series, où il remporte les Mil Milhas Brasil (en) en catégorie GT1, tout en se classant sixième du classement général.
En 2011, il pilote pour Trackspeed Racing en British GT (en). Il remporte une course à Brands Hatch.
En 2012, à l'occasion du Le Mans Classic, il pilote une Aston Martin DBR1. La voiture rencontre quelques ennuis électriques, mais parvient à atteindre les 250 km/h dans la portion reliant Mulsanne à Indianapolis. Il s’exprime : « Ce fut un honneur et un privilège que de piloter la DBR1 ce week-end. Elle a une histoire incroyable si en plus on prend en compte les récents décès de Carroll Shelby, Roy Salvadori et Ted Cutting. C’était encore plus spécial. Pour moi c’est la meilleure voiture de sport de son époque équipée d’un moteur à l’avant, et à piloter elle est tout bonnement fantastique. Elle a très bien fonctionné durant les deux premières courses qui ont eu lieu dans des conditions très difficiles ». La même année son entreprise de restauration de véhicule apporte un soutien technique à l'Ecurie Ecosse.
En 2013, il est de nouveau engagé par Trackspeed pour piloter l'une des deux Porsche 911 GT3 R (997) en British GT,.
Depuis 2016, il pilote surtout des voitures de course historiques, tout en s'occupant de son entreprise de restauration de véhicules. Il est notamment présent au salon Rétromobile.